# Amphipoea erythrostigma
Amphipoea erythrostigma är en fjärilsart som beskrevs av Adrian Hardy Haworth 1809. Amphipoea erythrostigma ingår i släktet Amphipoea och familjen nattflyn. Inga underarter finns listade i Catalogue of Life.